# Giuseppe Petrelli

Giuseppe Petrelli (Noepoli, 27 dicembre 1876 – Belleville, 13 febbraio 1957) è stato un missionario italiano, emigrato negli Stati Uniti d'America nel 1905.

## Biografia
Giuseppe Petrelli era il terzo di quattro figli; i suoi genitori erano Pasquale Petrelli ed Egidia Santomartino. Essendo nato infermo, la madre fece un voto a Dio che, se glielo avesse guarito, lo avrebbe consacrato a Lui. La madre morì quando Giuseppe aveva 12 anni.
Nel 1895 si sposò con Lucia Pitrelli che morì l'anno dopo, partorendogli un figliolo che non sopravvisse.
Inizia a 18 anni l'attività nel campo giuridico; in una lettera del 20 ottobre 1955 egli così scrive: «...Anzitutto, permettete un ricordo. Sono 40 anni oggi che, nella casa ove risiedevo, fui battezzato collo Spirito Santo e col fuoco, quello essendo il decimo anno nella Chiesa Battista, e il ventesimo di vita attiva, cominciata a 18 anni, nel campo giuridico»: nel foglio matricolare n. 3594/1876 in data 9 ottobre 1897 risulta di professione causidico.
Nel 1899 si risposò a Noepoli con Isabella Panzardi. Dalla loro unione nacquero due figlie, Lucia e Candida, le quali moriranno in giovane età; la prima, di cardiopatia; della seconda non si conosce la causa di morte.
Dopo gli studi di giurisprudenza, esercitò la professione di avvocato collaborando anche come giornalista per Il Corriere di Napoli; infatti nel passaporto viene riportata la dicitura: di condizione «avvocato pubblicista». Nell'esercizio della sua professione, si imbatté in un caso di ingiustizia giudiziaria che lo turbò profondamente e lo spinse ad abbandonare la carriera intrapresa. Lo stesso giorno, passando davanti a una chiesa battista, udì delle parole che gli toccarono il cuore: Gesù è la resurrezione e la vita. Comincia, per Petrelli, un nuovo percorso.

Il 13 settembre 1905, fece il battesimo in acqua per immersione nel mare di Napoli; il pastore Nicolao Papengouth, per l'occasione, inviò un trafiletto, che riportiamo, all'organo di informazione delle chiese Battiste in Italia, «Il Testimonio» n. 10 (1905): 
 Avuto il passaporto (n. 2027), rilasciato a Lagonegro (Potenza) il 25 agosto 1905 della validità di tre anni, il 14 settembre 1905 s'imbarca al porto di Napoli sulla nave Liguria e arriva a New York il 29 dello stesso mese; risiederà negli Stati Uniti d'America fino alla sua morte. Nel gennaio 1906 diventa pastore coadiutore di Agostino Dassori, pastore della chiesa Battista italiana denominata Marina Temple. Due anni dopo fu nominato ministro di culto dal Consiglio battista. Il 4 settembre 1906 viene raggiunto negli Stati Uniti dall'Italia dalla moglie Isabella e dalle due figliuole Lucia di 6 anni e Candida di 5 mesi.
Intanto, aveva donato ai poveri tutti i suoi beni, fondando la sua vita unicamente sulla fede nella Provvidenza di Dio.
Il 2 ottobre 1908 scrive al padre dicendo: «Ho scritto al caro Antonio, pregandolo di svolgere la pratica per la liberazione di mia sorella. Avete torto a pensare che ella stia bene, e bisogna liberarla». La sorella, la più piccola dei figli, Mariuccia, detta Stellina, nata il 1º ottobre 1881, quando morì la madre, aveva 6 anni, e si racconta che fu mandata in convento dalla matrigna. A detta di tutti i fratelli, la matrigna, che il padre Pasquale aveva sposato in seconde nozze, era di una cattiveria unica. 
Nella lettera dà i saluti della moglie Isabella e della figlia Lucietta (la figlia Candida non viene nominata, forse era già deceduta), promettendo, che più in là, avrebbe fatto una vacanza in Italia per un paio di mesi.
Il New York Times del 6 dicembre 1909, in occasione della celebrazione del centennale della Chiesa Battista della Second Avenue, una delle più antiche della Città di New York, riporta, in un articolo titolato Polyglot Memorial in a Baptist Church, che vi parteciparono sette pastori di lingue diverse e, menzionando «Il Reverendo Giuseppe Petrelli, pastore Italiano», scrive: «Il Signor Petrelli era precedentemente un avvocato in Italia e rinunciò a una buona professione lì per venire negli Stati Uniti e lavorare per il benessere spirituale dei suoi compatrioti».
Il giorno 8 febbraio 1911 viene colpito da paralisi e poi guarito al terzo giorno.
Ricopre la cattedra di Storia Italiana presso la «Colgate University» una prestigiosa Università a Hamilton, nello Stato di New York. In un catalogo della facoltà, a pag. 21, si legge: «Giuseppe Petrelli, LLD: Instructor in Italian History, 1912».
Nella lettera ad Aida Chauvie dell'8 aprile 1955, tra l'altro, dice di essere tornato in Italia, nel 1912, per visitare il padre e, riguardo alla sorella Maria Stella Filomena (Mariuccia), così scrive: «...visitando l'unica mia sorella (ora defunta) monaca, professore, in un convento, fui per ordine superiore, al convento, ospitato in quel luogo ove rimasi tre giorni...». Al ritorno, con la famiglia, negli Stati Uniti porta con sé sua sorella.
Nel 1914 muore Lucia, l'unica figlia che gli era rimasta (lettera di Petrelli a Giovanni Ferrazzo del 18 settembre 1953).
Nello stesso anno fu pastore a Chicago, il 20 ottobre 1915 ricevette il "battesimo nello Spirito Santo", l'anno dopo lasciò ufficialmente la Chiesa Battista dedicandosi all'opera di missionario itinerante del Movimento Pentecostale.
Nel periodo 1920-1921 fu missionario in Argentina ed in Brasile. In Argentina fino a quel momento, non c’era nessun Anziano costituito e la Chiesa ne aveva necessità, per cui G. Petrelli scelse Cayetano Mingrino come Anziano della chiesa di Villa Devoto, Pablo Mingrino per la chiesa nella località di Ranchos (Buenos Aires) ed Angel Mingrino per la chiesa della provincia di Mendoza. L’Opera missionaria inizia così ad estendersi per tutta l'Argentina, fino al giorno d'oggi, nel quale la Chiesa conta migliaia di credenti, grazie alla potente mano del Signore. Nella primavera del 1921, G. Petrelli sente la necessità di rientrare negli Stati Uniti, lasciando così l'Argentina nelle mani dell'Iddio Onnipotente.
Così, il 1º giugno 1921 s'imbarca con la moglie Isabella da Buenos Aires sulla nave Martha Washington e arriva a New York il 24 giugno 1921.
Nel 1929-1931 pubblica il periodico mensile in lingua italiana Il Re ed il Regno il quale, nel maggio 1930, diventa bilingue (italiano ed inglese) con importanti soggetti tra i quali «Ristoratori di rovine». (Direzione: 336 Wood Street, Bristol, Pennsylvania, U.S.A.). 
Nello stesso pubblica a puntate nel periodo dal 1929 ad agosto 1931, il libro «Davide peccatore e penitente», già stampato nel 1915. 
Inoltre vengono pubblicati a puntate i soggetti che poi faranno parte dei seguenti libri: «Lo Spirito Santo» (da gennaio 1931 a Numero Completo 1931); «Le Parabole di Gesù» (da novembre 1930 a tutto il 1931); «The Person of Christ» (da maggio 1930 a settembre-ottobre 1931).
Il 23 ottobre 1930 la moglie Isabella, ricordando la perdita di una delle due figliuole, scrive sulla sua Bibbia queste parole: "...giorno di grande calamità e di grandi tenebre per me. Alle 2 p.m.".
Nel 1931 ritorna in Brasile. Nel periodico de "Il Re ed il Regno" del mese di maggio 1931 appare il suo nuovo indirizzo in Brasile.
Ritornato da questi viaggi, tra i molti servizi, tiene per circa 20 anni una serie di insegnamenti sulle Sacre Scritture il martedì ed il mercoledì sera, nelle città di Belleville e Jersey City. Alcuni di questi, sotto forma di appunti, in inglese, presi dai credenti, saranno oggetto dei seguenti libri: «Meditazioni sulla Genesi»; «Apocalisse»; «Isaia - Il profeta del ristoramento»; «San Paolo negli Atti degli Apostoli».
Nel 1933-1934 Jones, Henry D. in uno studio The Evangelical Movement among Italians in New York City nel capitolo V (The Pentecostal Movement) così scriveva: "Il Rev. G. Petrelli fu ardente evangelista del Movimento Pentecostale e una larga parte delle 275 chiese di questo gruppo in questo paese deve il suo stimolo iniziale alla sua predicazione. Il Sig. Petrelli non è un amministratore, così egli non ha cercato di organizzare queste chiese in una denominazione. Un predicatore laico fu lasciato a sorveglianza di ciascun gruppo e incaricato di continuare".
In Italia, Pietro Ottolini, missionario italo-americano, durante una sua missione regala il libro "Il Figliuolo dell'Uomo" di Giuseppe Petrelli ad Aida Chauvie di Torre Pellice, la quale colpita dalla lettura del libro, scrive all'autore; sarà nel 1946 l'inizio di una fitta e proficua corrispondenza e instaurerà tra loro un profondo legame spirituale ed una unicità di intenti e di ideali e porterà alla nascita dell'opera editoriale in Italia.

Nel periodo 1945-1948, negli Stati Uniti d'America (Trenton, New Jersey), esce il mensile La Differenza (bilingue, italiano ed inglese), che verrà mandato anche in Italia per le insistenti richieste di molti credenti. Tale pubblicazione, nata in tempi di conflitti sotto la direzione di alcuni credenti, in seguito, con l'apporto di Petrelli, 
(Petrelli, lettera ad Aida Chauvie, 11 marzo 1946)
 Su questo periodico vengono pubblicate, a puntate, i soggetti che poi faranno parte dei seguenti volumetti: Le Beatitudini (1947-48); Giobbe (1946-47); Orando (1946-47). Inoltre vengono pubblicati in inglese, sempre a puntate, i soggetti dei libri: Lo Spirito Santo (da agosto 1946 a dicembre 1947); Le Parabole di Gesù (da marzo 1947 a luglio 1948); Abramo - Giovanni - Tommaso (da settembre 1946 a luglio 1948).
Il 10 marzo 1947 muore la moglie Isabella e si trasferisce a vivere dal pastore G. Grinnelli, a Belleville nel New Jersey, dove rimase fino alla morte.
In una lettera datata 14 maggio 1947, scrive ad Aida Chauvie dicendo che ha pronti i manoscritti del libro The Redeemer e che ha iniziato a dettare il libro The Church - The Invisible.
Nel marzo 1948, inizia in Italia la pubblicazione fino a tutto il 1959, con l'apporto di suoi manoscritti, del periodico mensile «Il Regno di Dio» (Torre Pellice, Torino), il cui direttore responsabile è Aida Chauvie.
Negli anni cinquanta gran parte delle sue predicazioni furono registrate 
e poi trascritte.
Il 26 dicembre 1953, Petrelli vive un'esperienza di morte e ritorno alla vita che segnerà profondamente gli ultimi anni della sua vita e porterà ad una nuova svolta e nuova visione nel suo ministero.
Nel mese di ottobre 1954 esce il suo libro, in inglese, negli U.S.A, Him - His. Nel 1957 infine viene pubblicato, poco dopo la sua morte, in inglese, negli Stati Uniti, il libro From Darkness to Light.

Alla morte, la sua eredità spirituale, viene raccolta da Aida Chauvie, sua fedele collaboratrice pur non avendola mai conosciuta di presenza, nel compito della stampa del periodico e dei suoi libri. Ad una credente francese, che chiedeva a Petrelli l'autorizzazione a tradurre e pubblicare i suoi scritti in lingua francese, egli rispose: 
(Petrelli, lettera ad Aida Chauvie, 3 dicembre 1954)

I suoi scritti e i suoi messaggi travalicavano i confini ecclesiastici ristretti; in una lettera l'autore così asseriva: 
(Petrelli, lettera ad Aida Chauvie, 20 novembre 1956)
L'attività editoriale di Petrelli venne proseguita anche attraverso il periodico Il Granel di senape curato da:
- Aida Chauvie da gennaio 1960 fino ad agosto 1962
- Antonio Bernabei Chauvie da settembre 1962 fino a giugno 2012
- Caterina Londino, coadiuvata da Antonino Irrera, da luglio 2012 ad oggi.

Nella Svizzera tedesca l'attività editoriale fu curata da:
- Martha Lehner fino a settembre 1990
- Elisabeth Widmer-Hunziker dall'ottobre 1990

## Opere originali e date di stampa

### In lingua italiana
- Simone Pietro (1911)
- Cristo per fede (1912)
- Davide peccatore e penitente (1915)
- La Chiesa di Cristo (1929)
- Il Figliuolo dell'Uomo (1930)
- Fra i due testamenti (1930)
- Il verme di Giacobbe (1935)
- Lo Spirito Santo (1938) – Corrispondente in inglese: Heavenward: Book One: The Holy Spirit (1953)
- Ricevendo il Regno (1950) – Corrispondente in inglese: Heavenward: Book Two: Receiving the Kingdom (1953)
- Perché crocifissero Gesù (1950) – Corrispondente in inglese: From Darkness to Light - Part One: Why THEY crucified Jesus (1957)
- I nemici di Davide (1951) – Corrispondente in inglese: From Darkness to Light - Part Two: The Enemies of David (1957)
- Caino il fabbricatore e Iddio architetto e fabbricatore (1953)
- Come in cielo (1953) – Corrispondente in inglese: Him - His: Book Three: As In Heaven (1954)
- Giobbe (1954)
- Partecipi della Natura Divina (1954) – Corrispondente in inglese: Heavenward: Book Three: Partakers of the Divine Nature (1953)
- Il messaggio di San Paolo agli Anziani di Efeso (1954)
- Dalle tenebre alla luce - dalla podestà di Satana a Dio (1955)
- Libertà (1955)
- La Legge dello Spirito (1955)
- Ecce Homo (1956)
- Il Corpo di Cristo (1957)
- Al Golgota si incontrano le età (1957) – Corrispondente in inglese: Him - His: Prologue (1954)
- Lui e la Sua dottrina - Lui e i Suoi (1957)
- Annuali de «Il Regno di Dio» 1948-1949-1950 (1958)
- Messaggio a Giobbe: da Elihu - da Dio - e l'effetto (1959)
- Ristoratori di rovine (1960)
- Annuali de «Il Regno di Dio» 1951-1952-1953 (1961)
- Il ritorno del Signore (1965)
- Annuali de «Il Regno di Dio» 1954-1955-1956 (1965)
- Annuali de «Il Regno di Dio» 1957-1958-1959 (1968)
- Le Parabole di Gesù (1982)
- Parlare – Tacere (2007)
- Le Beatitudini (2009)
- Orando (2010)
- Messaggi (2015)
- Epistole (2017)
- Epistole a destinatari sconosciuti (2020)
- Epistole ad Aida Chauvie (2020)
- Che nulla se ne perda (2024)

### In lingua inglese
- The Son of Man (con aggiunte) (1943)
- The Redeemer (1947)
- The Church - The Invisible (1947)
- Abraham - John - Thomas (1950)

## Opere tradotte e date di stampa

### In lingua italiana
- La Chiesa, la Invisibile (1952)
- Il Redentore (1955)
- Abrahamo - Giovanni - Tommaso (1966)
- Apocalisse (2005) – Corrispondente in inglese: Tuesday night lesson (Appunti in fascicolo 1944 - 1945 - 1948 - 1949)
- Meditazioni sulla Genesi (2008) – Corrispondente in inglese: Wednesday night lesson (Appunti in fascicolo 1944)
- Isaia - Il profeta del ristoramento (2011) – Corrispondente in inglese: Tuesday night lesson (Appunti in fascicolo 1944 - 1945 - 1948 - 1949)
- La Persona di Cristo (2012) – Tratto da: The Person of Crist uscito a puntate su «Il Re ed il Regno».
- San Paolo negli Atti degli Apostoli (2012) – Corrispondente in inglese: Tuesday night lesson (Appunti in fascicolo 1944 - 1945 - 1948 - 1949)

### In lingua inglese
- Him - His: Book One - Christ Jesus The Lord; Book Two - In His Doctrine; Book Three - As In Heaven; Book Four - Death And Resurrection (1954)
- Heavenward: Book One - The Holy Spirit; Book Two - Receiving the Kingdom; Book Three - Partakers of the Divine Nature(1953)
- From Darkness to Light: Part One: Why THEY Crucified Jesus; Parte Two: The Enemies of David; Part Three: From the Power of Satan to God (1957)
- The Voice behind the Word (1982)
- The Law of the Spirit

### In lingua castigliana
- Entre los dos Testamentos (1930)
- El Mensaje de San Pablo a los Ancianos de Efeso (1974)
- David, pecador y penitente (1978)
- El Espíritu Santo (1982)
- El Gólgota se encuentran las Edades (1987)
- Por qué Crucificaron a Jesús? (1988)
- El Hijo del Trueno (1989)
- El Hijo del Hombre (1992)
- El Redentor (1994)
- Los Enemigos de David (1994)
- Job (1994)
- La Iglesia - La Invisible (Primera Edición 1996)
- La Iglesia de Cristo (1998)
- La Iglesia - La Invisible (Segunda Edición 2002)
- Abraham, Juan, Tomás (2016)

### In lingua tedesca
- Christus durch den Glauben (1987)
- Auf Golgatha begegneten sich die Zeitalter
- Der Heilige Geist
- Von der Finsternis zum Licht - von der Macht Satans zu Gott

### In lingua russa
- Давид грешник и кающийся (2002)